# Eterusia
Eterusia là một chi bướm đêm thuộc họ Zygaenidae.

## Các loài

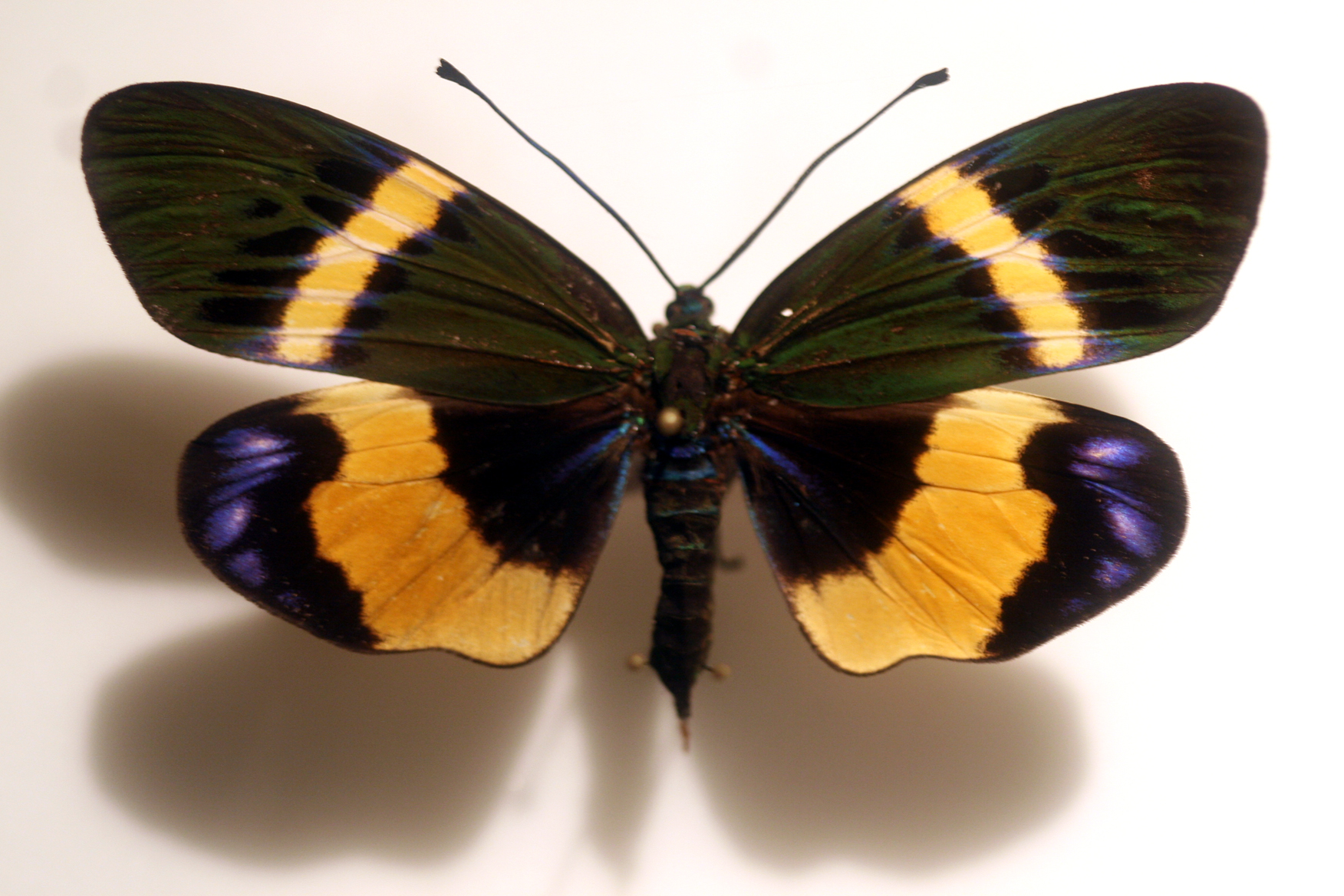
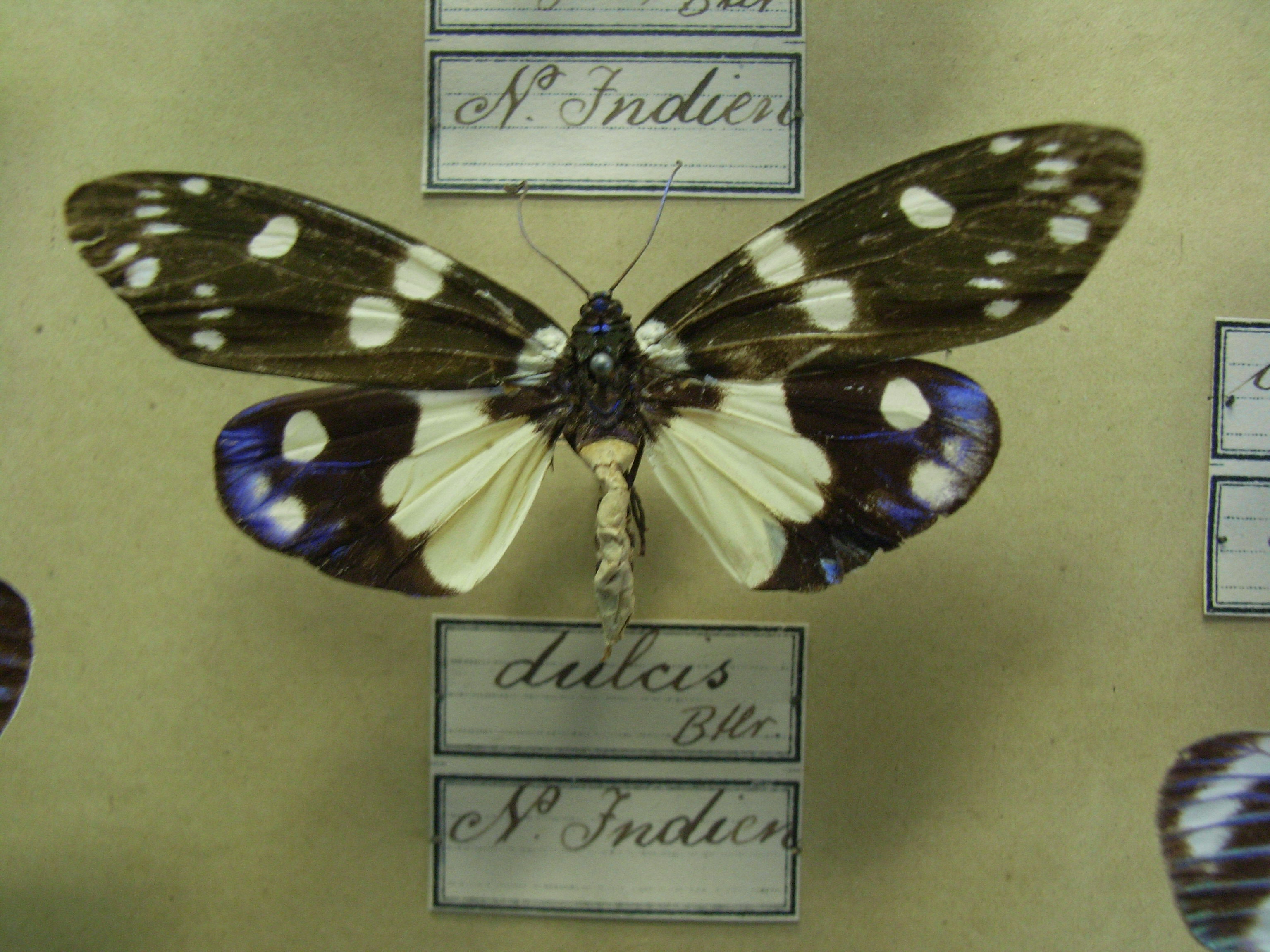
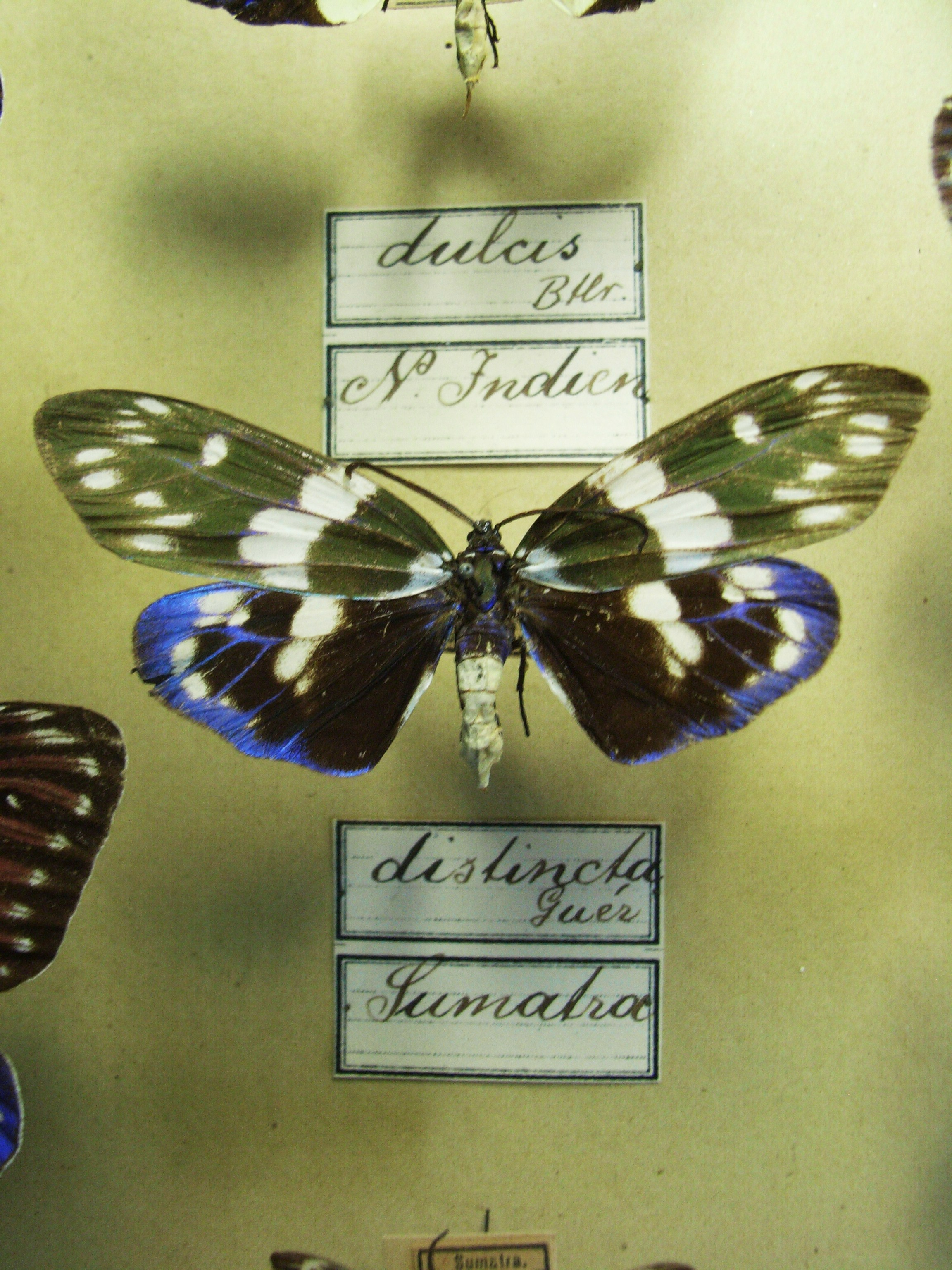

- Eterusia aedea
- Eterusia alompra
- Eterusia angustifascia
- Eterusia cingala
- Eterusia culoti
- Eterusia dubernardi
- Eterusia dulcis
- Eterusia edocla
- Eterusia fasciata
- Eterusia formosana
- Eterusia formosibia
- Eterusia ishigakiana
- Eterusia joiceyi
- Eterusia lacreuzei
- Eterusia lativitta
- Eterusia lepcha
- Eterusia magnifica
- Eterusia micromaculata
- Eterusia ni
- Eterusia obscurascens
- Eterusia okinawana
- Eterusia okinoshimensis
- Eterusia postlutea
- Eterusia proprimarginata
- Eterusia raja
- Eterusia repleta
- Eterusia sakaguchii
- Eterusia scintillans
- Eterusia signata
- Eterusia sinica
- Eterusia subcyanea
- Eterusia sublutea
- Eterusia subnigra
- Eterusia sugitanii
- Eterusia sulphurea
- Eterusia taiwana
- Eterusia toxopei
- Eterusia tricolor
- Eterusia trimacula
- Eterusia urania
- Eterusia venus
- Eterusia virescens
- Eterusia watanabei